# Manie Maritz
Salomon Gerhardus "Manie" Maritz (Kimberley, 26 juli 1876 - Pretoria, 20 december 1940) was een Boerengeneraal tijdens de Tweede Boerenoorlog en de leider van de naar hem vernoemde Maritz-rebellie.

## Biografie
Vóór de oorlog was Maritz een politieagent in Johannesburg die had meegevochten tegen de Jameson Raid. In oktober 1899 vertrok hij met het Boksburgkommando naar het oorlogsfront in Natal. Daarna ging hij met de Transvaalse politiemacht (ZARP) naar het zuiden en werd hij later lid van Danie Therons Verkennerskorps in de Kaapkolonie. 
In januari 1902 was hij verantwoordelijk voor het Bloedbad van Leliefontein, waarbij hij het dorp Leliefontein met de grond gelijk maakte en 35 pro-Britse Khoisan liet executeren. Na de oorlog ging hij naar Madagaskar en Europa, om later terug te keren naar Transvaal en het leger.
Nadat de pro-Britse Louis Botha en Jan Smuts aan het begin van de Eerste Wereldoorlog de oorlog verklaarden aan Duitsland, weigerde Maritz om Duits-Zuidwest-Afrika binnen te vallen en begon hij een opstand door de Zuid-Afrikaansche Republiek opnieuw uit te roepen. Deze Maritz-rebellie werd echter neergeslagen en Maritz vluchtte via Angola naar Portugal en Spanje, waarna Duits-Zuidwest-Afrika alsnog werd veroverd in 1915. Hij verbleef enkele jaren in Europa maar keerde in 1923 terug en werd in 1924 alsnog veroordeeld voor drie jaar gevangenisstraf. Hij werd echter vervroegd vrijgelaten na de verkiezing van James Barry Munnik Hertzog tot premier. Daarna werd Maritz boer in het nieuwe Zuidwest-Afrika.
Later werd Maritz een aanhanger van het nationaalsocialisme en startte hij zijn eigen antisemitische en pro-fascistische beweging. Maritz overleed in 1940 in Pretoria na een auto-ongeluk.